# Kapai
Kapai est une localité de la province de Lanao du Sud, aux Philippines. En 2015, elle compte 18 894 habitants.